# Дейвид Уитън
Дейвид Уитън (на английски: David Wheaton) е американски тенисист. 

## Биография
Дейвид Уитън е роден на 2 юни 1969 г. в Минеаполис, Минесота. Той е най-малкият от четири деца. 
По време на своята тенис кариера той се запознава с тенис звездата Мери Джо Фернандес около 1990 – 1992 г. Уитън се жени през 2009 г. и има един син.

## Кариера
Дейвид Уитън започва да играе тенис на четири години, участва в първия си турнир на осем. Като първокурсник печели титлата по тенис на щатската гимназия в Минесота през 1984 г. Тренира в тенис академията на Ник Болетиери през последните две години и половина в гимназията. Играе една година в Станфорд, а след това се състезава 13 години в професионалния тур.
Дейвид Уитън става професионалист на 4 юли 1988 г. Печели първата си титла на сингъл от най-високо ниво през 1990 г. на Ю Ес Менс Клей Корт Чемпиъншипс на остров Киава, Южна Каролина. Вицешампион е на Откритото първенство на САЩ на двойки за мъже през 1990 г. с партньор Пол Анакон.
Най-значимите моменти в кариерата му идват през 1991 г. Той печели Купата от Големия шлем в Мюнхен, побеждава Майкъл Ченг на финала със 7–5, 6–2, 6–4. Стига до полуфиналите на сингъл на Уимбълдън, като побеждава Петер Корда, Седрик Пиолин, Иван Лендъл, Ян Гунарсон и Андре Агаси на четвъртфинала, губи от Борис Бекер. Вицешампион е на двойки мъже на Откритото първенство на Австралия с партньор Патрик Макенроу. 
Дейвид Уитън достига най-високото си място в кариерата си на сингъл, до номер 12 в света през юли 1991 г.
Той се оттегля от професионалния тур през 2001 г. след поредица от контузии.

## Кариерна статистика

### ATP финали (3 титли; 7 финала)
|        | П–З | Година | Турнир                | Клас           | Настилка  | Опонент        | Резултат           |
| ------ | --- | ------ | --------------------- | -------------- | --------- | -------------- | ------------------ |
| Победа | 1–0 | 1990   | Ю Ес Клей Чемпиъншипс | Световни серии | Клей      | Марк Каплан    | 6–4, 6–4           |
| Загуба | 1–1 | 1991   | Маями Оупън           | Сингъл седмица | Твърда    | Джим Къриър    | 6–4, 3–6, 4–6      |
| Загуба | 1–2 | 1991   | Куинс Чемпиъншипс     | Световни серии | Трева     | Стефан Едберг  | 2–6, 3–6           |
| Победа | 2–2 | 1991   | Купа на големия шлем  | Голям шлем     | Килим (з) | Майкъл Ченг    | 7–5, 6–2, 6–4      |
| Загуба | 2–3 | 1993   | Корал Спрингс         | Световни серии | Клей      | Тод Мартин     | 3–6, 4–6           |
| Победа | 3–3 | 1994   | Зала на славата Оупън | Световни серии | Трева     | Тод Уудбридж   | 6–4, 3–6, 7–6(7–5) |
| Загуба | 3–4 | 1995   | Зала на славата Оупън | Световни серии | Трева     | Давид Приносил | 6–7(3–7), 7–5, 2–6 |